# HMD Global
HMD Global, meist kurz HMD (Human Mobile Devices), ist ein finnisches Technologie-Unternehmen mit Fokus auf Smartphones und Featurephones, die unter der eigenen Marke, unter der Marke Nokia oder Partnermarken erscheinen.
Das Unternehmen entstand durch Übernahme der Geschäfte von Microsoft Mobile, das seinerseits erst durch Ausgliederung von Nokias Gerätesparte im Jahr 2014 entstanden war. Seit Dezember 2016 verfügt HMD über Exklusivrechte an der Marke Nokia im Rahmen einer Lizenzvereinbarung.
HMD ist in einer „engen Partnerschaft“ mit Google und nutzt die Android-Software auf ihren Smartphones, während auf ihren Feature-Telefonen hauptsächlich die Plattform Series 30+ zum Einsatz kommt.
HMD hat seinen Hauptsitz in Espoo, gegenüber der Nokia-Zentrale. Das Unternehmen wurde größtenteils mit ehemaligen Nokia-Führungskräften besetzt. Die Fertigung wird an Foxconn ausgelagert. Nokia hat keine Investitionen in HMD getätigt, ist aber als Partner, welcher die verbindlichen Anforderungen festlegt, Patente und Techniken gegen Zahlung von Lizenzgebühren bereitstellt.

## Hintergrund
Nokia war lange Zeit weltweiter Marktführer auf dem Handy- und Smartphone-Markt, und die Marke wurde in vielen Ländern zu einem Inbegriff für die Gerätekategorie. Nach internen Kämpfen – und einer gescheiterten Serie von Windows Phone-Smartphones, die letztlich einen niedrigen Weltmarktanteil hatten – verkaufte das Unternehmen 2014 sein Handy-Geschäft an Microsoft, welches dann Microsoft Mobile gründete. Die Marke Nokia wurde weiterhin von Microsoft genutzt, bis sie im Oktober 2014 für Lumia-Smartphones in den Ruhestand ging. Wegen seines historischen Erfolgs wird der Marke Nokia immer noch weithin vertraut.
Der CEO von Nokia, Rajeev Suri, bestätigte im Juni 2015, dass die Marke Nokia mit Smartphones zurückkehren wird. Früher in diesem Jahr veröffentlichte Nokia Technologies das N1 Tablet mit Android. Nach den Vereinbarungen des Microsoft-Verkaufs wäre es Nokia nicht gestattet gewesen, Handys, wenn sie entwickelt worden wären, mit der Marke Nokia zu verkaufen, bis die Vereinbarung am 31. Dezember 2015 auslaufen würde.
Suri sagte im Februar 2016, er wolle, dass das Unternehmen in der Lage ist, mit einem anderen Hersteller zusammenzuarbeiten, aber „angemessene Kontrollmaßnahmen“ beizubehalten.
Nach Angaben der finnischen Organisationsdatenbank wurde HMD global Oy ursprünglich am 9. November 2015 in Helsinki gegründet.
Am 18. Mai 2016 gab Microsoft Mobile den Verkauf seines Feature-Telefongeschäfts an ein neues finnisches Start-Up-Unternehmen namens HMD Global Oy bekannt. Der Verkauf umfasste Designrechte und die Rechte zur Nutzung der Marke „Nokia“ auf allen Arten von Mobiltelefonen und Tablets weltweit bis 2024 (außer in Japan, wo Nokia-Handys seit 2008 nicht mehr verkauft werden). HMD unterzeichnete auch eine Lizenzvereinbarung mit der Nokia Corporation, die auch die Nutzung von wesentlichen Patentlizenzen nach dem Mobilfunkstandard beinhaltete.
Einige Fabriken von Microsoft Mobile, darunter eine in Vietnam, wurden an FIH Mobile verkauft, eine Tochtergesellschaft der taiwanischen Firma Foxconn, dem weltgrößten Elektronikhersteller. Es wurde vereinbart, dass HMD-Produkte in den FIH/Foxconn-Werken hergestellt werden. Der Gesamtverkauf an HMD Global und FIH Mobile belief sich auf 350 Millionen US-Dollar. HMD hat darauf bestanden, 500 Millionen US-Dollar für die Unterstützung der Vermarktung der neuen Produkte in den nächsten drei Jahren auszugeben. Darüber hinaus wird das Unternehmen von einem luxemburgischen Private-Equity-Fonds namens Smart Connect LP unterstützt, der von Jean-François Baril geleitet wird, der von 1999 bis 2012 Senior Vice President von Nokia war.

## Geschichte

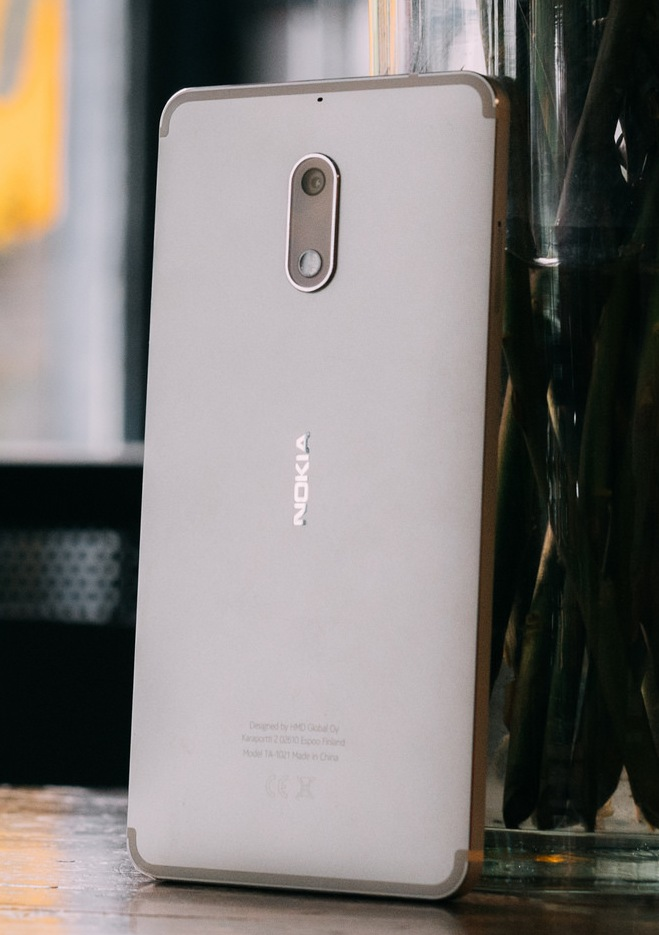
Das Nokia 6 war HMDs erstes Smartphone auf Basis von Android

HMD Global nahm den Betrieb am 1. Dezember 2016 auf, als der Verkauf von Microsoft Mobile abgeschlossen wurde. Anschließend wurden auf der Nokia-Website erstmals seit 2014 wieder mobile Endgeräte zum Verkauf angeboten. Die ersten Geräte: Nokia 150 und 150 Dual SIM Basistelefone, wurden am 13. Dezember 2016 angekündigt, während das erste Android Smartphone, Nokia 6, am 8. Januar 2017 angekündigt wurde.
Auf dem Mobile World Congress im Februar 2017 kündigte HMD eine neue Version des berühmten Nokia 3310 an (veröffentlicht im Mai), zusammen mit zwei neuen Android-Geräten namens Nokia 3 und Nokia 5. Die erste Smartphone-Veröffentlichung war das Nokia 6, welches in China und einigen anderen asiatischen Märkten ab Januar verkauft wurde. Die westlichen Versionen wurden im Juni zuerst in Finnland verkauft, wobei eine vollständige weltweite Veröffentlichung aller drei Android-Geräte bis August erwartet wurde.
Am 6. Juli 2017 hat HMD gemeinsam mit der Carl Zeiss AG die Kameraobjektive für die Nokia Smartphones entwickelt. Nokia verwendete bisher Zeiss Optiken von 2005 bis 2014, was zu qualitativ hochwertigen Kameras führte.
Am 27. Juli 2017 erwarb HMD 500 Geschmacksmuster von Microsoft Mobile, die ursprünglich von Nokia entwickelt wurden. Ein bemerkenswertes Patent ist die Benutzeroberfläche der Lumia Kamera, die seit ihrem Erscheinen auf dem Nokia Lumia 1020 von Kritikern hoch gelobt wurde.
Am 16. August 2017 stellte HMD ihr erstes Flaggschiff Smartphone vor, das Nokia 8. Die herausragendsten Merkmale sind Dual Sight, das Live-Streaming der vorderen und hinteren Zeiss-Kameras (auch als „bothie“, ein Wortspiel auf „selfie“ bezeichnet), und OZO Audio, das eine räumliche 360°-Audiotechnik enthält, die von der High-End-Kamera OZO von Nokia abgeleitet ist.
Am 25. Oktober 2017 hat HMD Nokia Beta Labs, ein Beta-Softwareprogramm, wiederbelebt.
Am 11. Januar 2018 erwarb HMD den Markennamen Asha, die Marke von Nokia Feature Phone.

## Software

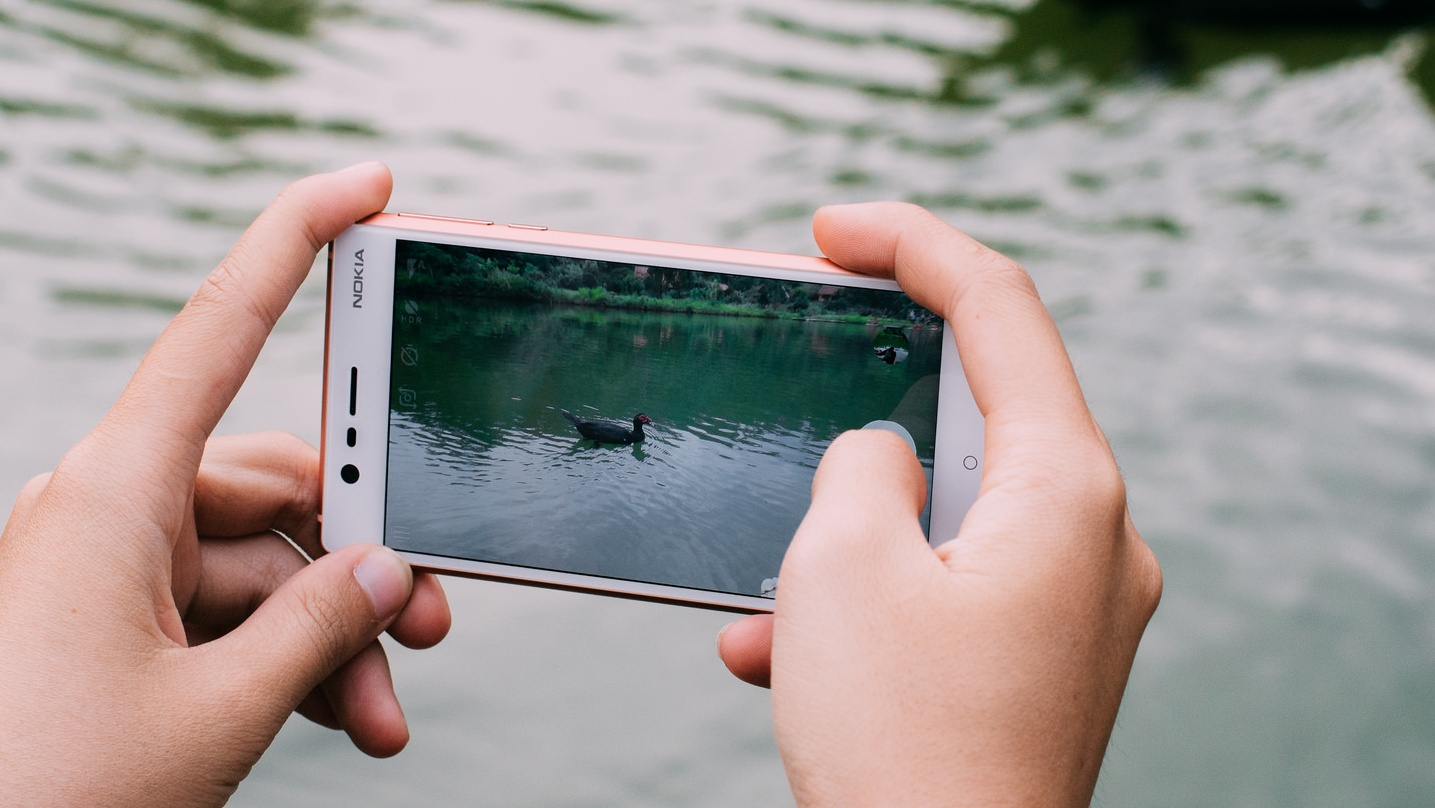
Nokia 3 mit Kamera

HMD ist in einer strategischen Partnerschaft mit Google, da auf deren Nokia-Smartphones das Android-Betriebssystem läuft. Die Software hat minimale spezifische Anpassungen. Darunter zählen neue Icons mit einem allgemeineren blauen Thema und einer anderen Kamera-Benutzeroberfläche. Zusätzlich wurde der klassische Nokia Start-Ton vorinstalliert. HMD nennt es „pure, secure and up-to-date“ und behauptet, dass es keine Bloatware oder zusätzliche Software enthält und dass die Telefone im Vergleich zu anderen OEMs schnelle Software-Updates erhalten. Es kann als ideeller Nachfolger von Googles früherer Nexus-Serie angesehen werden, die dafür bekannt waren, dass sie mit einem reinen Android betrieben wurden.
CEO Arto Nummela, sagte in einem Interview im Juni 2017, dass HMD der „first tier partner with Google“ sei.
Seit etwa 2020 wurden viele Geräte mit AndroidOne nicht mehr mit den versprochenen Android-Updates versorgt. Einzelne deutlich verspätete Updates sind auf wenige Länder begrenzt und werden auch nach mehr als 8 Monaten nicht international veröffentlicht. Das Unternehmen musste außerdem seine Update-Fahrpläne überarbeiten und hat selbst die neu angegebenen Zeiträume für den globalen Release von Android 11 nicht eingehalten. So hat beispielsweise das Nokia 5.3 im Großteil der Welt nie ein Versionsupdate erhalten. Auch Sicherheitsupdates erscheinen nur noch sehr unregelmäßig.

## Hardware

### Design

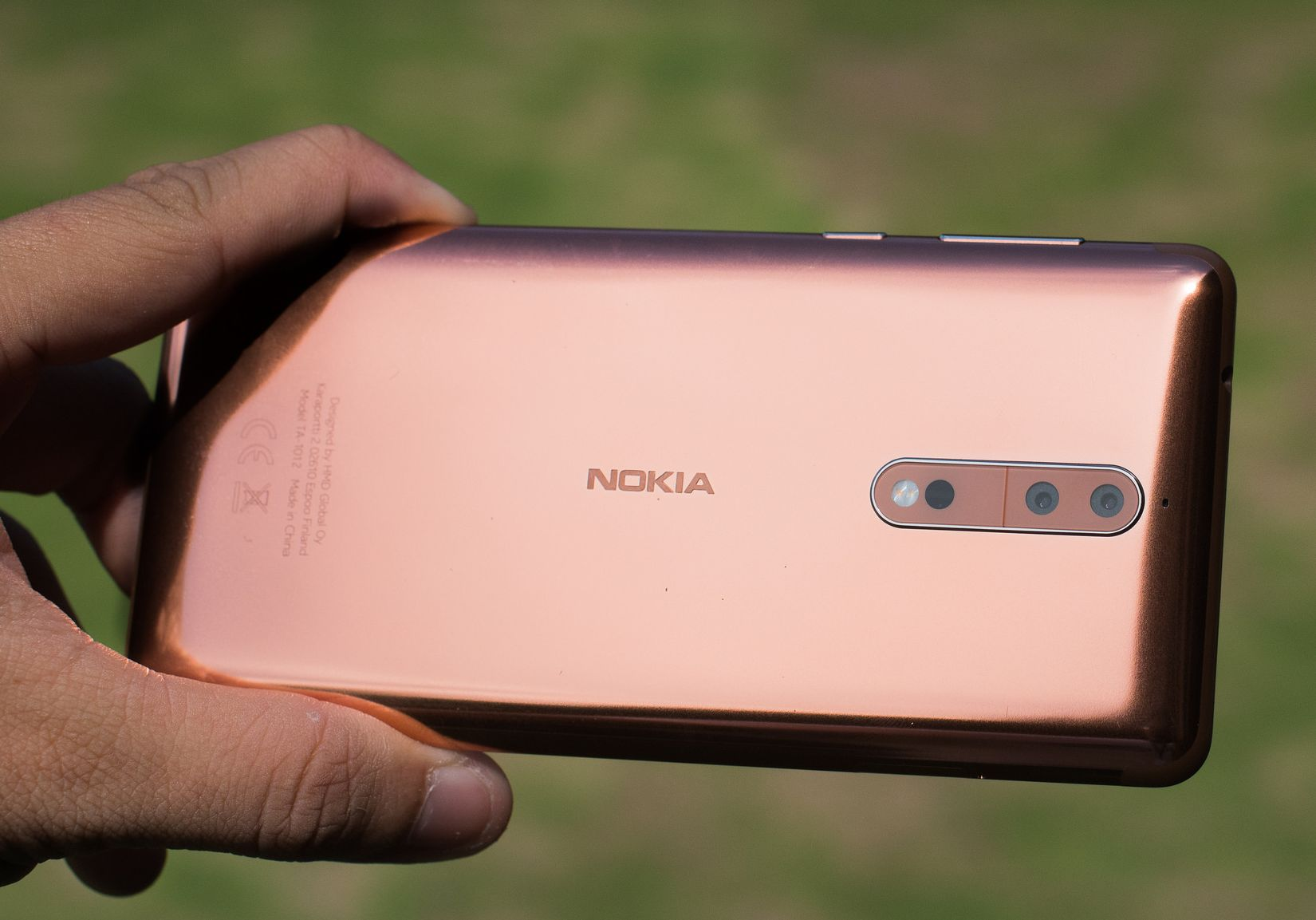
Das Nokia 8

Die Designsprache der Nokia Smartphones besteht aus typisch nordischem Design und Ästhetik und erinnert an die frühere Lumia-Serie. Als HMD 2016 gegründet wurde, behauptete das Unternehmen, dass es Handys entwickeln wolle, die dem populären Erbe von Nokia „Design, Robustheit und Zuverlässigkeit“ treu bleiben.
Das Nokia 5, 6 und 8 sind aus einem einzigen Block aus Aluminium-Magnesium-Silicium-Legierung (6000er Serie) gefertigt, während die Version 7 aus Aluminium-Zink-Legierung (7000er Serie) gefertigt ist. Die Designchefs des Unternehmens sind Raun Forsyth und Alasdair McPhail.

### Verkaufszahlen
HMD-Vorstandsvorsitzender Juho Sarvikas sagte am 16. August 2017, dass das Unternehmen „Millionen von Einheiten der 3, 5 und 6 Version verschifft habe, wobei die Nachfrage das Angebot weit übertroffen“ habe. Ab Juni 2017 war die Nachfrage nach dem neuen Nokia 3310 bis zu siebenmal so hoch wie in Großbritannien erwartet.
Bis zum 2. Quartal 2017 eroberte HMD 0,4 % Marktanteil im Smartphone-Markt und ist damit der elftgrößte in Europa und der fünftgrößte in Finnland. Ein IDC-Analyst sprach von einem „tollen Start“. Laut Counterpoint Research vom 1. Dezember 2017, dem einjährigen Jubiläum von HMD, war das Unternehmen der achte Mobilfunkanbieter der Welt (dazu gehören sowohl Smartphones als auch Feature Phones).
Im ersten Halbjahr 2017 wurden 1,5 Millionen Nokia-Smartphones verkauft.

## Betrieb

### Personal
Florian Seiche, ehemals Senior Vice President of Sales and Marketing bei Nokia Europe, war ebenfalls bei Siemens, Orange und HTC tätig. Der ursprüngliche CEO war Arto Nummela, der 1994 zu Nokia kam und in verschiedenen Positionen tätig war, unter anderem in der Produktentstehung und im Portfolio, bevor er zu Microsoft Mobile wechselte, als es 2014 gegründet wurde. Am 19. Juli 2017 verließ Nummela das Unternehmen im „gegenseitigen Einvernehmen“, woraufhin der Präsident Seiche zum stellvertretenden CEO ernannt wurde.
Am 15. August 2016 wurde Pekka Rantala, ehemaliger CEO von Rovio Entertainment, zum Chief Marketing Officer von HMD ernannt und kommentierte, dass Nokia „wiederauferstehen“ werde. Zuvor hatte Rantala von 1994 bis 2011 verschiedene Positionen bei Nokia inne, unter anderem als Leiter der europäischen Aktivitäten von Nokia.

### Hauptquartier
HMD hat seinen Sitz auf dem Nokia Campus im finnischen Karaportti (Espoo), gegenüber dem Hauptsitz der Nokia Corporation. HMDs weitere Hauptniederlassungen befinden sich in London, dem indischen Noida sowie in Dubai.

## Produkte

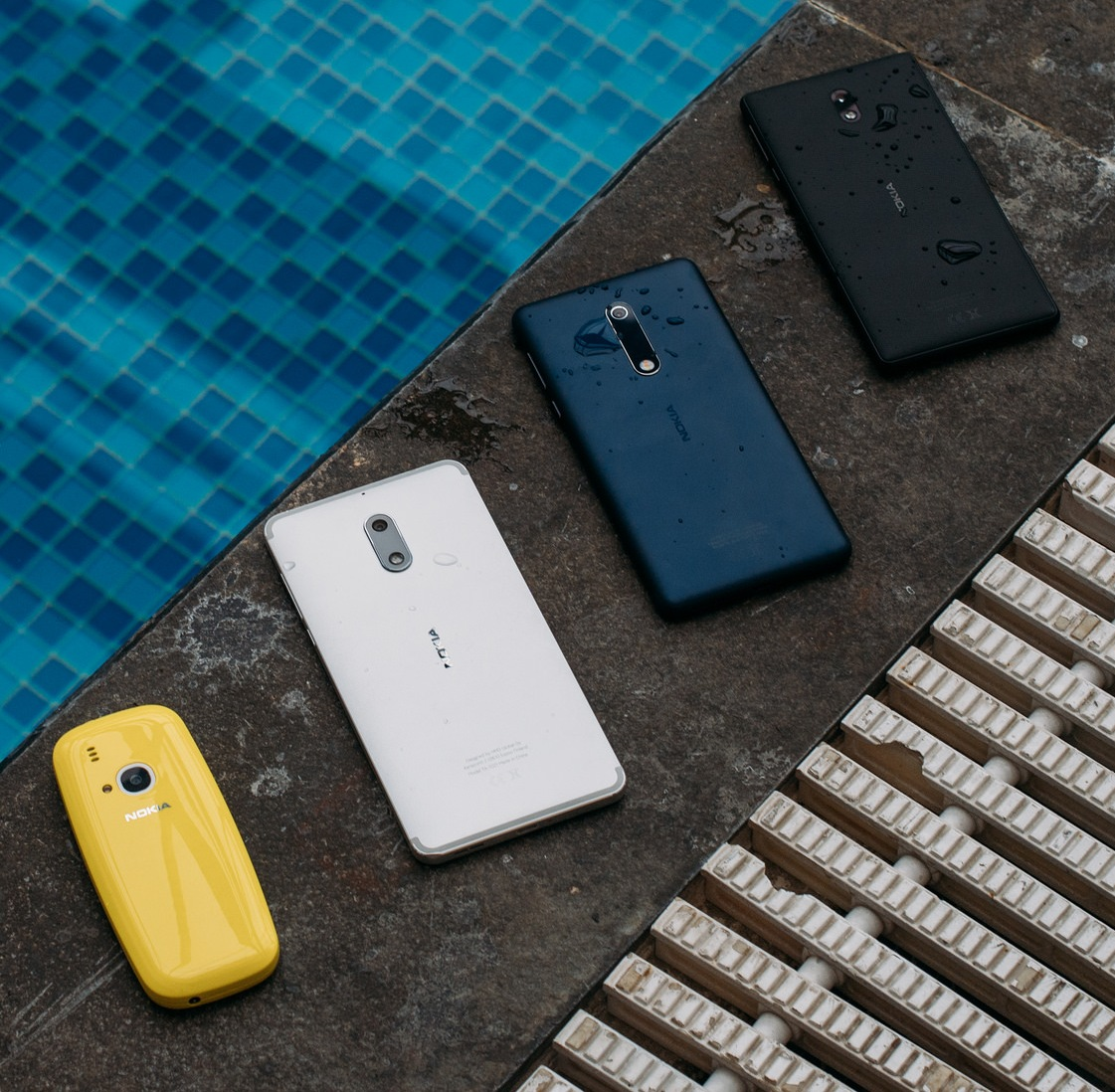
Nokia 3310, 6, 5 und 3

### Klassische Mobiltelefone und Feature-Phones
- Nokia 105 (08/2017)
- Nokia 106 (11/2018)
- Nokia 110 (09/2019)
- Nokia 130 (08/2017)
- Nokia 150 (12/2016)
- Nokia 216 (10/2016)
- Nokia 230 (12/2015)
- Nokia 800 Tough (09/2019)
- Nokia 2720 Flip (09/2019)
- Nokia 3310 4G (02/2018)
- Nokia 3310 3G (10/2017)
- Nokia 5310 XpressMusic (03/2020)
- Nokia 8110 4G (07/2018)

### Smartphones
- Nokia 1 (04/2018)
- Nokia 1 Plus (02/2019)[16]
- Nokia 1.4 (03/2021)[17]
- Nokia 2 (11/2017)
- Nokia 2.1 (08/2018)
- Nokia 2.2 (07/2019)[18]
- Nokia G10 (04/2021)[19]
- Nokia 3 (06/2017)
- Nokia 3.1 (05/2018)
- Nokia 3.1 Plus (12/2018)
- Nokia 3.2 (05/2019)
- Nokia 3.4 (10/2020)[20]
- Nokia 4.2 (05/2019)[21]
- Nokia G20 (05/2021)[22]
- Nokia 5 (07/2017)
- Nokia 5.1 (08/2018)
- Nokia 5.1 Plus (in China Nokia X5) (07/2018)
- Nokia 5.3 (05/2020)[23]
- Nokia 5.4 (01/2021)[24]
- Nokia X10 (06/2021)[25]
- Nokia 6 (01/2017)
- Nokia 6.1 (04/2018)
- Nokia 6.1 Plus (in China Nokia X6) (08/2018)
- Nokia 6.2 (09/2019)
- Nokia X20 (06/2021)[26]
- Nokia XR20 (07/2021)[27]
- Nokia 7 (10/2017)
- Nokia 7 plus (03/2018)
- Nokia 7.1 (10/2018)
- Nokia 7.1 Plus (in China Nokia X7) (TBA)
- Nokia 7.2 (09/2019)
- Nokia G50 (09/2021)[28]
- Nokia 8 (10/2017)
- Nokia 8 Sirocco (05/2018)
- Nokia 8.1 (12/2018)[29]
- Nokia 8.3 5G (10/2020)[30]
- Nokia 9 PureView (04/2019)
- Nokia G11[31]
- Nokia G21[32]
- Nokia G50[33]
- Nokia X10
- Nokia X20
- Nokia XR20
- Nokia X30 (09/2022)[34]
- Nokia G60 (09/2022)[35]